# Llista d'inventors que han mort amb els seus propis invents

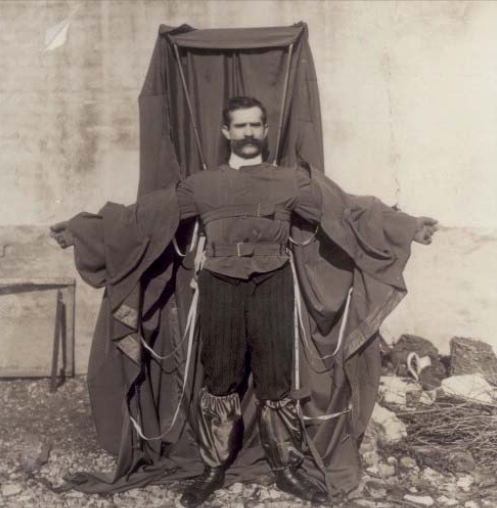
Franz Reichelt (mort el 1912) va tractar d'utilitzar aquest enginy com a paracaigudes. Reichelt va morir després de llançar-se de la Torre Eiffel amb el seu artefacte, que no va funcionar correctament.

La llista d'inventors que han mort amb els seus propis invents inclou aquells inventors que han finat d'alguna manera provocada o relacionada amb el producte, el procés, el procediment o qualsevol innovació que havien inventat o dissenyat.

## Víctimes mortals directes

### Automoció
- William Nelson (ca. 1879 – 1903), un treballador de General Electric, va inventar una nova bicicleta motoritzada. Més endavant, moriria al caure del seu prototip de bicicleta durant el descens per un turó prop de la casa del seu sogre.[1]

### Aviació

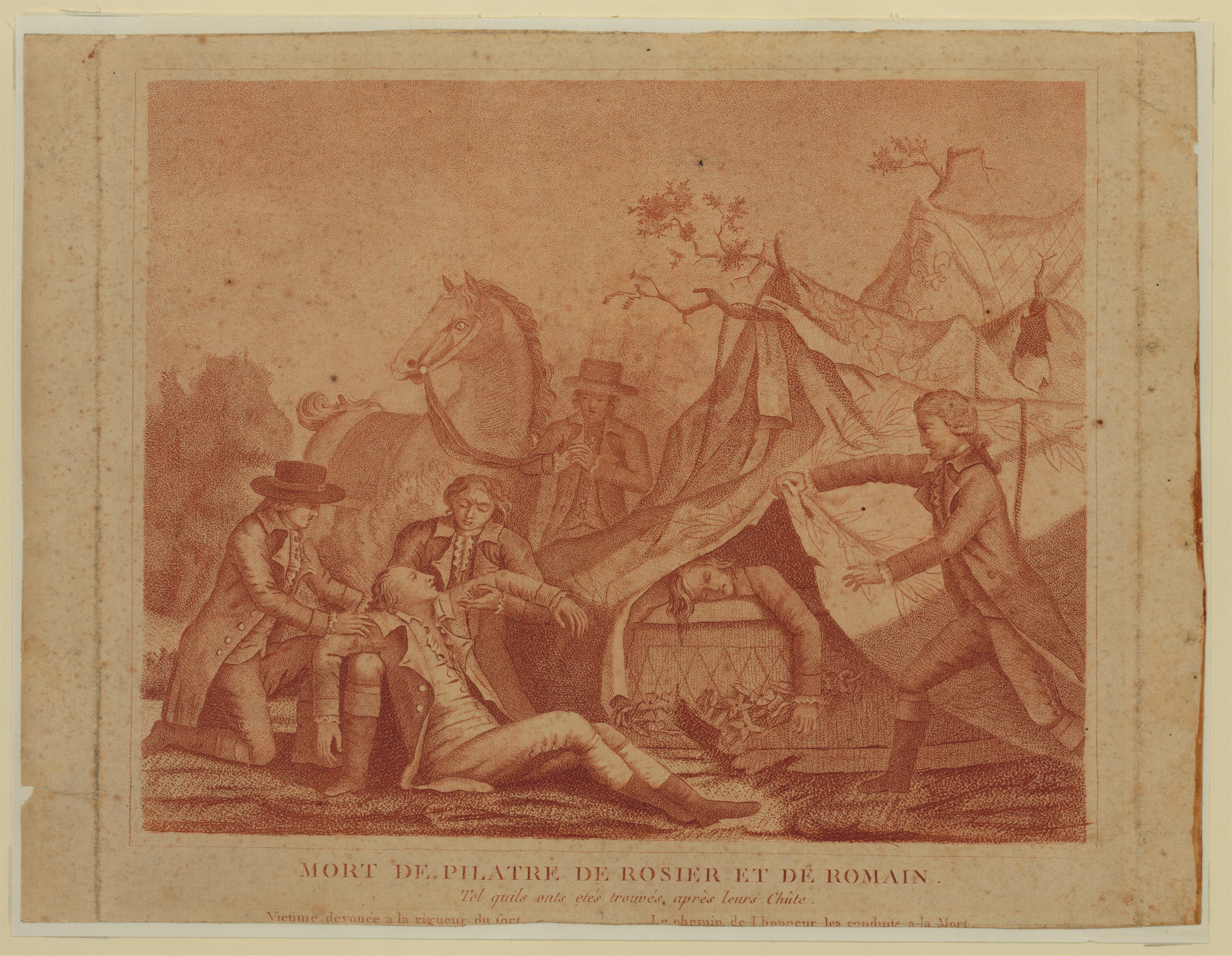
Gravat de l'accident mortal de Jean-François Pilâtre de Rozier

- Ismail ibn Hammad al-Jawhari (mort ca. 1003 – 1010), un erudit musulmà kazakh-truc de Farab, va provar de volar utilitzant dues ales de fusta i una corda. Al-Jawhari va morir després de llençar-se del sostre d'una mesquita de Nixapur i caure fatídicament amb el seu equipament de vol.[2]
- Jean-François Pilâtre de Rozier va ser la primera víctima mortal com a conseqüència d'un accident aeri quan el seu globus Rozière s'estavellà el 15 de juny de 1785, dia que el seu company Pierre Romain i ell provaven de creuar el canal de la Mànega.
- Otto Lilienthal (1848 – 1896) va morir l'endemà d'estavellar un dels seus ala deltes.[3]
- Franz Reichelt (1879 – 1912), sastre de professió, s'estavellà contra el terra després de llençar-se des de la coberta de la Torre Eiffel quan provava per primer cop la seva capa paracaigudes. Les autoritats l'havien advertit que provés l'invent amb un maniquí, abans de provar-ho ell mateix.[4]
- Aurel Vlaicu (1882 – 1913) va morir quan el seu aeroplà, construït per ell mateix,[5] anomenat Vlaicu II, va fallar durant el seu intent de travessar els Carpats per l'aire.[6]
- Henry Smolinski (mort el 1973) va finar durant una prova de vol amb l'AVE Mizar, un automòbil volador creat a partir d'un Ford Pinto, i que va ser l'únic invent de la companyia que ell va idear.[7]
- Michael Dacre (mort el 2009 a l'edat de 53) va morir després de provar el seu taxi volador dissenyat per agilitzar i facilitar els viatges entre ciutats properes.[8]

### Indústria
- William Bullock (1813 – 1867), inventor de la premsa rotativa automatitzada.[9][10] Bullock, anys després de la seva invenció, estava fent ajustos a una de les seves noves premses a Filadèlfia quan la seva cama va quedar atrapada a la màquina i va ser aixafada. La ferida va desenvolupar una gangrena i va morir durant l'amputació.[11]

### Mitjà marítim

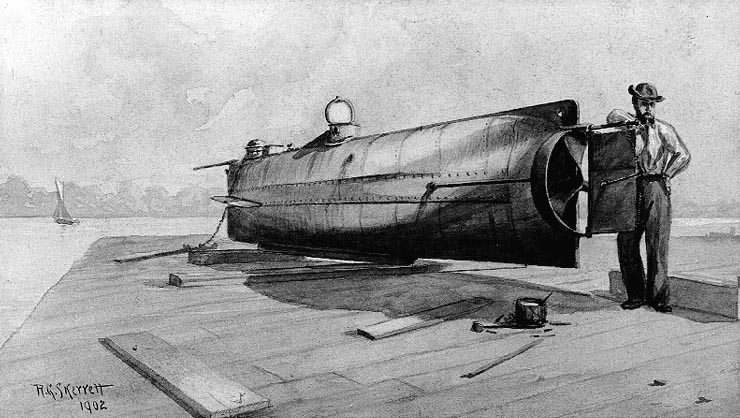
El submarí H. L. Hunley

- Horace Lawson Hunley (1823 – 1863), enginyer naval dels Estats Confederats d'Amèrica i inventor del primer submarí de combat, anomenat H. L. Hunley, va morir durant una prova amb la seva embarcació. Durant un exercici rutinari, Lawson va agafar el control de la nau, amb la que ja s'havia submergit dues vegades, però aquest cop no pogué sortir a la superfície. Conseqüentment, ell i set membres de la tripulació s'ofegaren.[11]
- Thomas Andrews (7 de febrer de 1873 – 15 d'abril de 1912) va ser un constructor de vaixells i empresari irlandès, conseller delegat i cap del departament de redacció de l'empresa de construcció naval Harland and Wolff, amb seu a Belfast. Andrews va ser l'arquitecte naval encarregat dels plans del transatlàntic RMS Titanic. Viatjava a bord del Titanic durant el seu viatge inaugural quan va xocar amb un iceberg el 14 d'abril de 1912 i va ser una de les més de 1.500 víctimes mortals del desastre.[12]

### Medicina
- Thomas Midgley (1889 – 1944) va ser un enginyer i químic estatunidenc, que va contraure la pòlio als 51 anys i li va deixar greus discapacitats. Va idear un complex sistema de cordes i politges per ajudar la gent a aixecar-se del llit, sistema que va ser la causa final de la seva mort quan es va embolicar accidentalment entre les cordes d'aquest dispositiu i va morir d'estrangulació amb 55 anys. No obstant això, és més conegut per desenvolupar l'additiu de tetraetil de plom (TEL) per a la gasolina i el clorofluorocarboni (CFC).[13][14][15]
- Alexander Bogdanov (22 d'agost de 1873 – 7 d'abril de 1928) va ser un físic, filòsof, escriptor de ciència-ficció i revolucionari rus, de l'ètnia belarussa, que va començar a experimentar amb la transfusió de sang, pel que sembla, amb l'esperança d'assolir l'eterna joventut o, almenys, un rejoveniment parcial. Va morir després de transferir-se sang d'un estudiant que patia malària i tuberculosi, possiblement a causa de la incompatibilitat de grup sanguini.[16][17]

### Física
- Marie Curie (1867 – 1934) va inventar el procés per aïllar el radi després de descobrir els elements radioactius radi i poloni.[18] Va morir d'anèmia aplàstica degut a l'exposició perllongada a la radiació ionitzant que es desprenia dels seus materials d'investigació. Encara es desconeixien els efectes de la radiació.[19][11]
- Alguns físics que van treballar en la invenció de la bomba atòmica al Laboratori Nacional Los Alamos van morir a causa de l'exposició a la radiació, com ara, Harry K. Daghlian, Jr. (1921 – 1945) i Louis Slotin (1910 – 1946), els quals van ser exposats a dosis letals de radiació en dos accidents crítics independents que intervingué el mateix nucli de plutoni. Posteriorment, aquest nucli en concret seria conegut com el nucli del dimoni.[20]

### Publicitat i entreteniment
- Karel Soucek (19 d'abril de 1947 – 20 de gener de 1985) va ser un doble professional canadenc, que va desenvolupar un barril per esmorteir els cops. Va morir durant una prova després de caure des del sostre del Reliant Astrodome (Houston) al caire del dipòsit d'aigua destinat a esmorteir la seva caiguda.[21]

### Legislació
- Li Si (ca. 280 aC – 208 aC), primer ministre de la dinastia Qin, va ser executat pel mètode dels cinc càstigs que ell havia ideat.[22][23][24]
- James Douglas, 4t comte de Morton (ca. 1516 – 2 de juny de 1581) va ser executat a Edimburg amb l'Scottish Maiden, una forma primerenca de la guillotina, que ell havia introduït a Escòcia com a regent.[25]

### Ferrocarril
- Valerian Ivanovich Abakovsky (1895 – 1921) va construir l'«aerovagó», un automotor d'alta velocitat de prova equipat amb un motor d'aviació i tracció d'[[Hèlice (tecnologia) | hèlix]] que hauria d'haver sigut conduït per funcionaris soviètics. El 24 de juliol de 1921 un grup liderat per Fiódor Serguéiev (on també hi anava Abakovsky) va provar de viatjar des de Moscou fins a les mines de carbó de Tula. Van aconseguir arribar a Tula, però al viatge de tornada a Moscou l'«aerovagó» va descarrilar a gran velocitat i van morir tots els membres del grup, inclòs Abakovsky, que tenia 25 anys.[26]

### Coet
- Max Valier (1895–1930) va inventar un motor amb combustible líquid per a coets quan era membre de la Verein für Raumschiffahrt (Societat per al Vol Espacial d'Alemanya) durant la dècada de 1920. El 17 de maig de 1930, Valier va morir a l'acte després d'explotar-li un motor que funcionava amb alcohol durant un banc de proves a Berlín.[27]
- Mike Hughes (1956 - 2020) va morir després de l'aterratge accidentat del seu coet construït per ell mateix i que ell pilotava en aquells moments.

## Mites i històries relacionades

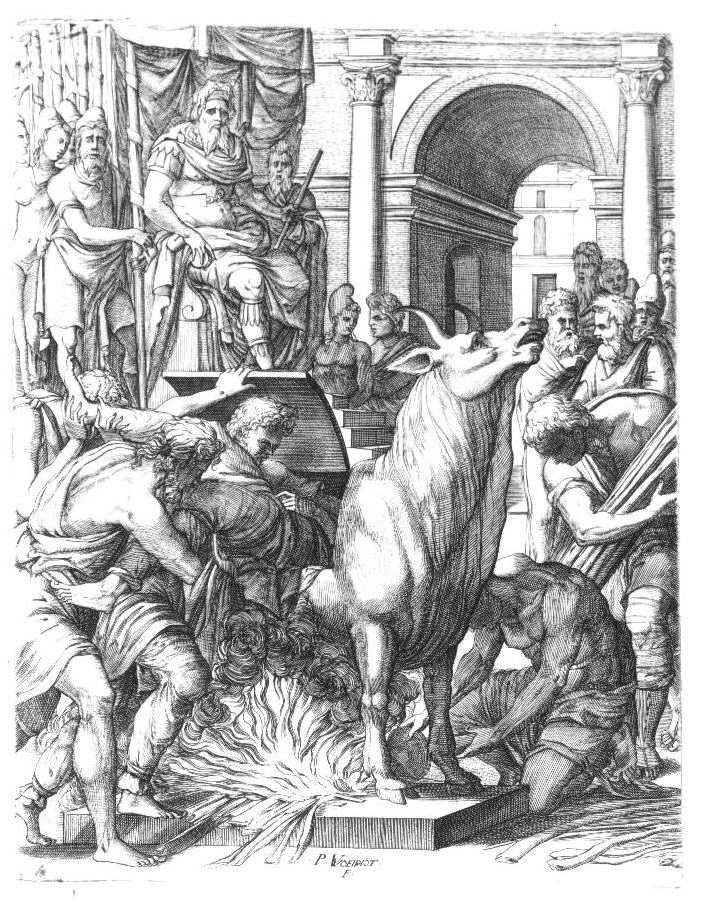
Gravat on Peril·lus està essent introduït en el bou de Falaris

- Jim Fixx (1932 – 1984) va ser l'autor del llibre supervendes publicat el 1977 The Complete Book of Running. És considerat un dels precursors de la revolució americana del fitness, va popularitzar la carrera a peu i va demostrar els beneficis per la salut de practicar fúting regularment. El 20 de juliol de 1984, Fixx va morir als 52 anys d'un atac de cor fulminant, després de la seva sortida diària a córrer, a Vermont Route 15 de Hardwick.[28][29]
- Joseph Ignace Guillotin (1738 – 1814), encara que realment no va inventar la guillotina, el seu nom es va convertir en l'epònim d'aquest instrument d'execució.[30] Hi havia rumors que deien que Guillotin podia haver mort a la màquina, però les referències històriques demostren que va finar per causes naturals.[31]
- Peril (cap a 550 aC), segons la llegenda, va ser la primera persona cremada en el bou Sicilià, instrument que ell mateix havia creat per a Falaris per a l'execució de criminals.[32][33]
- James Heselden (1948 – 2010), qui havia adquirit la companyia Segway Inc. recentment, va morir en un accident amb un vehicle Segway. Dean Kamen inventà el Segway.[34]
- Segons la llegenda, Wan Hu, un funcionari xinès del segle xvi, va provar de propulsar-se a l'espai exterior en una cadira unida a 47 coets. Els coets van explotar i es diu que ni ell ni la cadira van ser vistos mai més.[35]